# Médanos de Mata Sola
Los Médanos de Mata Sola son dunas de arena ubicadas en Venezuela. Están situadas en el estado de Guárico en el municipio Francisco de Miranda, dentro del Parque nacional Aguaro-Guariquito, en la parte central del país, a 260 km al sur de Caracas, la capital de Venezuela. La altitud de los Médanos de Mata Sola es de 45 metros sobre el nivel del mar.
El terreno alrededor de los Médanos de Mata Sola es mayormente plano. El punto más alto en los alrededores tiene una altitud de 54 metros y se encuentra a 4 km al suroeste de los Médanos de Mata Sola. La densidad de población en la zona es baja, con aproximadamente 8 personas por kilómetro cuadrado. No hay pueblos cerca, y el área circundante está mayormente cubierta de pastizales y matorrales. Las áreas pantanosas son relativamente comunes en la región.
El clima es de sabana. La temperatura promedio es de 25 °C, siendo marzo el mes más cálido con 28 °C y agosto el más frío con 22 °C. La precipitación promedio anual es de 1,349 milímetros. El mes más lluvioso es agosto, con 300 milímetros de lluvia, mientras que febrero es el más seco, con solo 1 milímetro de precipitación.